# Erythrasma
Das Erythrasma (auch Zwergflechte oder Baerensprungsche Krankheit) ist eine häufige, meist harmlose Erkrankung der Haut.

## Erreger
Verursacht wird das Erythrasma durch das Bakterium Corynebacterium minutissimum.

## Klinisches Bild

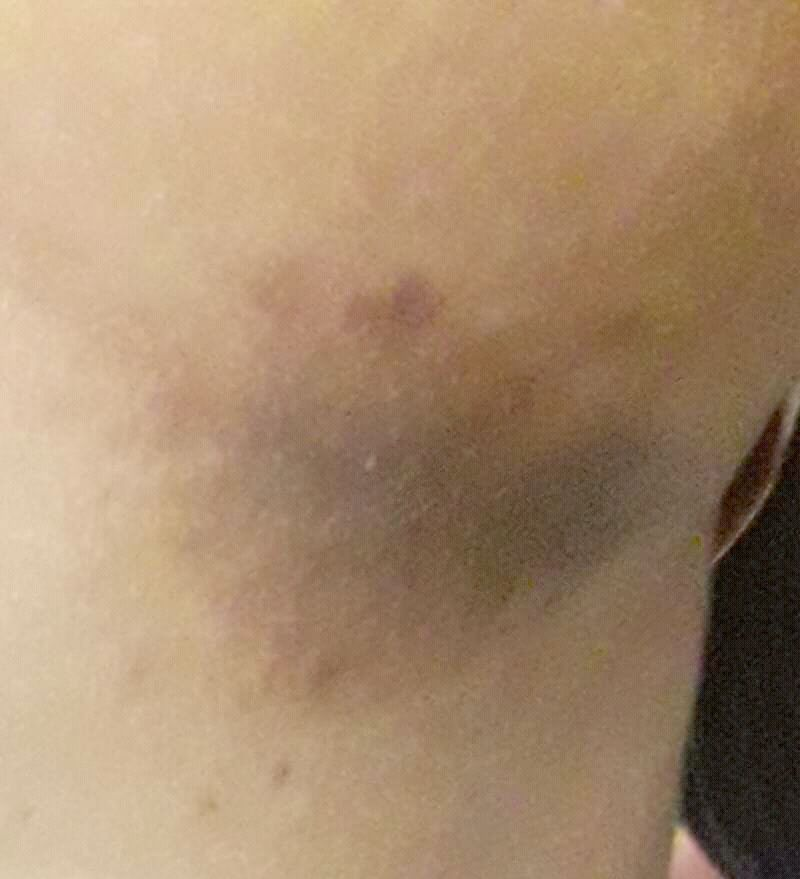
Erythrasma

Charakteristisch ist eine große, gut abgegrenzte Rötung der Haut. Im späteren Verlauf verändert sich die Farbe ins bräunliche (Milchkaffee), und die Haut zeigt feine Fältchen. Juckreiz tritt nicht immer auf.
Bevorzugte Lokalisationen sind dabei vor allem intertriginöse Areale wie Achseln, Leisten und andere große Hautfalten (inguinal, axillar, perianal, submammär), sowie zwischen den Zehen, da es hier verstärkt zu Schweißbildung und Störung des Säurehaushaltes der Haut kommt.
Diagnostiziert wird das Erythrasma anhand des klinischen Bildes oder mit Hilfe des UV-Lichts einer Wood-Lampe, wobei es durch Porphyrinproduktion der Erreger korallenrot leuchtet.

## Differentialdiagnose
Differentialdiagnostisch ist an eine Dermatophytose, Candida-Intertrigo oder eine Psoriasis inversa zu denken.
Koinfektion mit Dermatophyten oder Candida ist möglich.

## Risikofaktoren
Prädisponierende Faktoren sind starke Schweißbildung bzw. lokale Hyperhidrosis, Adipositas, Diabetes mellitus oder Immunsuppression (z. B. im Rahmen von HIV).

## Behandlung
Die Therapie des Erythrasmas besteht in strikter Hygiene, der Benutzung von sauren Seifen zur Stabilisierung des Hautmilieus sowie dem lokalen Aufbringen von Imidazol- oder Fusidinsäure-haltigen Salben. Bei schweren Verläufen ist auch der systemische Einsatz von Erythromycin oder Clarithromycin sowie Penicillin V möglich. Generell sollten die betroffenen Hautareale trocken gehalten werden (gründliches Abtrocknen; für größere Hautfalten kann das Einlegen von Mullkompressen hilfreich sein).